# Grande Fraternidade Branca
A Grande Fraternidade Branca ou ainda Grande Loja Branca seria, segundo a Teosofia uma hierarquia de seres espirituais que constituiria o "governo interior" do planeta. Tais seres possuiriam grande poder, passando ensinamentos espirituais através de seres humanos selecionados. Tais seres são chamados de Mestres da Sabedoria Antiga ou Mestres Ascensionados. A primeira pessoa a falar sobre eles no Ocidente foi Helena Petrovna Blavatsky (Teosofia), depois que ela e outras pessoas alegaram ter recebido mensagens deles. Estes incluem Aleister Crowley, Alice A. Bailey, Guy Ballard, Geraldine Innocente (The Bridge to Freedom), Elizabeth Clare Prophet e Benjamin Creme. Machaelle Small Wright escreveu extensivamente sobre a "Fraternidade Branca" e sua alegada comunicação e trabalho com os membros desta.

## História
A ideia de uma organização secreta de místicos esclarecidos, orientando o desenvolvimento espiritual da raça humana, foi pioneira no final do século XVIII por Karl von Eckartshausen (1752-1803) em seu livro The Cloud upon the Sanctuary[carece de fontes?]; Eckartshausen chamou esse corpo de místicos, que permaneceram ativos após suas mortes físicas na Terra, o "Conselho da Luz"'[carece de fontes?]. A comunhão proposta por Eckartshausen de místicos vivos e mortos, por sua vez, desencadeou parcialmente as ideias cristãs, como a Comunhão dos santos, e parcialmente sobre ideias europeias que circulavam anteriormente sobre sociedades secretas de espíritos iluminados, místicos ou mágicos tipificados como adeptos do Rosacrucianismo e Illuminati.
O Mahatma Letters começou a publicar em 1881 informações supostamente reveladas por "Kut Humi" (Alfred Percy Sinnett), e que também influenciaram o desenvolvimento inicial da tradição. Koot Hoomi, através da Sinnett, teria revelado que os membros de alto nível das organizações místicas na Índia e Tibet conseguiram manter contato telepático regular entre si e, portanto, conseguiram se comunicar um ao outro, e também a Sinnett, sem a necessidade de comunicações escritas ou orais, e de uma maneira semelhante à forma como o meio espiritual afirmou se comunicar com os espíritos dos mortos. As cartas publicadas por Sinnett, que propuseram a controvertida doutrina da reencarnação, teriam sido reveladas por esse meio.
A ideia de Eckartshausen foi expandida nos ensinamentos de Helena Blavatsky, desenvolvida por Charles W. Leadbeater, Alice Bailey e Helena Roerich. Blavatsky, fundadora da Sociedade Teosófica, atribuiu seus ensinamentos a tal corpo de adeptos; em seu livro de 1877 Isis Unveiled, ela chamou os reveladores de seus ensinamentos os "Mestres da Irmandade Oculta" ou o "Mahatmas". Blavatsky afirmou ter feito contato físico com os representantes terrestres desses adeptos no Tibete; mas também, que ela continuou a receber ensinamentos a partir deles através de canais psíquicos, através de suas habilidades espirituais.
Dentre estas, várias outras sociedades hoje se proclamam descendentes dessa supostamente antiquíssima fraternidade, dentre elas a Ordem Rosacruz, Maçonaria, Movimento Eu Sou, Agni Yoga, Ponte para a Liberdade, Movimento da Consciência Suprema Una, Sociedade Teosófica, a Summit Lighthouse.